# 馬塞爾·杜尚
亨利-羅貝爾-馬塞爾·杜尚（法語： 法語：[maʁsɛl dyʃɑ̃]，1887年7月28日—1968年10月2日），法國艺术家、国际象棋玩家与作家，二十世紀實驗藝術的先驱，被譽為「現代藝術的守護神」。其作品對於第二次世界大戰前的西方藝術有著重要的影響，達達主義及超現實主義的代表人物之一，受立體主義、觀念藝術影響較大。作品多顯示反戰、反傳統、反美學。

## 生平
他出生於方法國布兰维尔-克勒翁，1904至1905年間曾在茱莉亞學院學習藝術。1905年，他進入第39步兵團服役。
他的長兄雅克·維庸是法蘭西皇家繪畫暨雕刻學院的成員，得益於此，杜尚的作品參展1908年的秋季沙龍和次年的落選者沙龍。
《下樓的裸女二號》（1912）是他的成名作，這部作品在藝術家和民眾間引發了激烈的反響。之後，他逐漸走出了繪畫領域，開始創作《新娘甚至被光棍們扒光了衣服》和《自行車輪》。一戰爆發後，雖然他的兄弟和朋友們大多都參了軍，但他因有心杂音而未曾入伍。
他在1915年移居美国纽约，1918年移居布宜诺斯艾利斯以远离艺术圈，但1920年又回到美国纽约，1923年返回欧洲。他在1923年停止創作藝術品，轉而開始下國際象棋。他实际在1902年就开始和哥哥们学过下棋，退出艺术界后更是整日花费时间在下棋上。1921年他就曾对弗朗西斯·畢卡比亞说：“我的目标是成为一名职业象棋选手”，每天下午六点开始下棋，直至深夜。
他在1955年加入美國國籍。1968年10月2日凌晨，他在法國塞纳河畔讷伊自己家中平靜地去世。

## 作品列表
- 1912年：下樓的裸女二號
- 1913年：Bicycle Wheel Ready-made（現成的自行車輪）
- 1915-1923年：The Large Glass（大玻璃）
- 1917年：噴泉
- 1919年：L.H.O.O.Q.
- 1921年：何不打個噴嚏，蘿絲·薩拉薇?

《L.H.O.O.Q.》，1919，杜尚
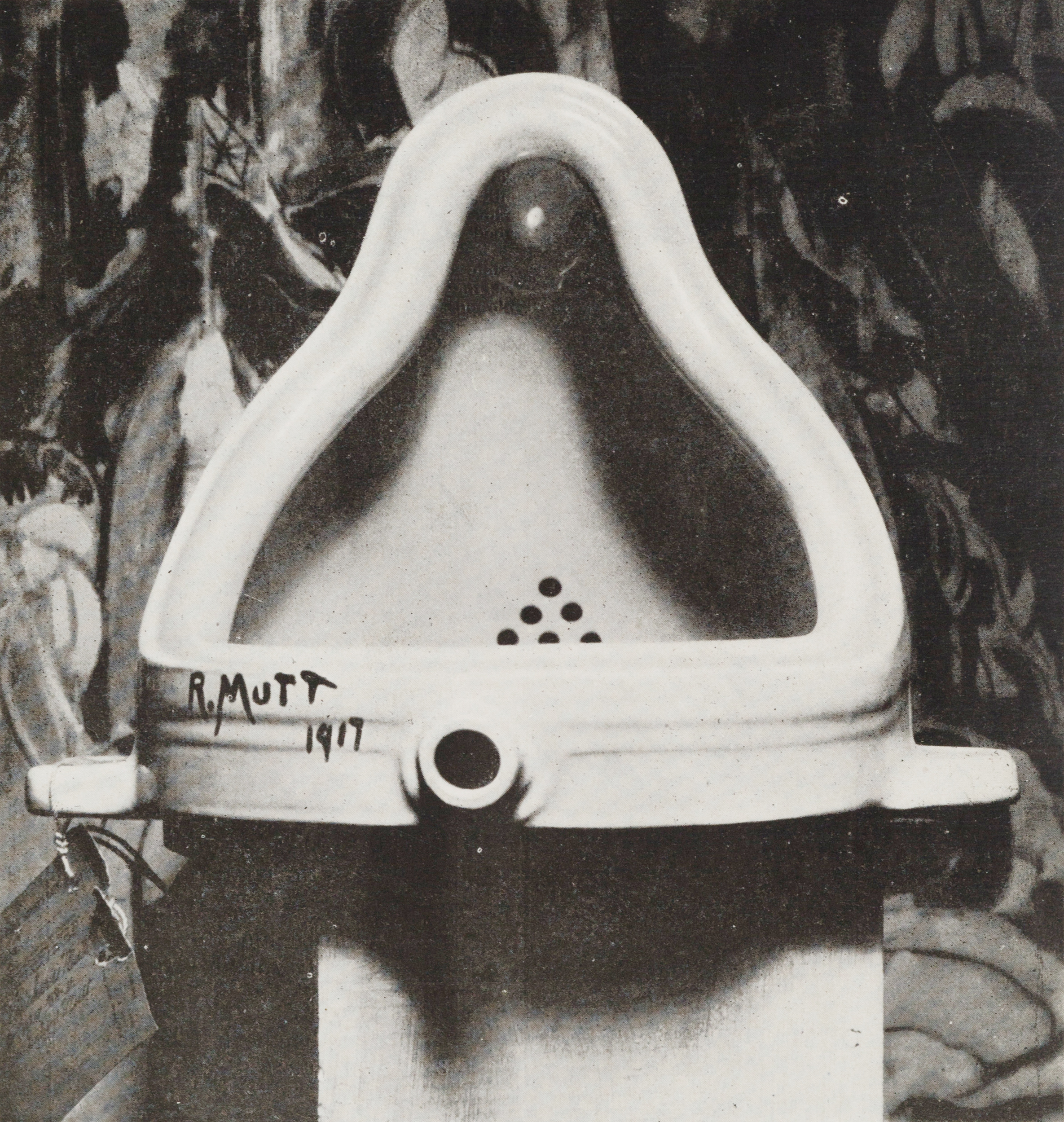
1917年時，由阿爾佛雷德·斯蒂格利茲（英语：Alfred Stieglitz）為《噴泉》拍攝的照片，後方則為美國畫家馬森·哈特利（英语：Marsden Hartley）的作品《戰士們》（The Warriors）[13]。
下樓梯的裸女第二號

## 外部連接
作品
- 互联网档案馆中馬塞爾·杜尚的作品或与之相关的作品
- 現代藝術博物館收藏的馬塞爾·杜尚作品
- Dossier : Marcel Duchamp, Centre Pompidou
- Philadelphia Museum of Art Portrait of Chess Players (Portrait de joueurs d'échecs) （页面存档备份，存于） (1911).
- Philadelphia Museum of Art The Green Box （页面存档备份，存于）. Notes and studies for The Bride Stripped Bare by Her Bachelors, Even. (1915–1923)
- 電影《Anémic Cinéma （页面存档备份，存于）》（1926）
- Marcel Duchamp "Apropos of Myself" The Baltimore Museum of Art: Baltimore, Maryland, 1963 （页面存档备份，存于）
- 詩威林美術館杜尚研究中心

文章
- Marcel Duchamp: The Creative Act (1957) Audio （页面存档备份，存于）
- Jean-Marc Rouvière: Au prisme du readymade, incises sur l'identité équivoque de l'objet. préface de Philippe Sers et G. Litichevesky, L'Harmattan, Paris 2023 ISBN 978-2-14-031710-1